# Willie and the Poor Boys
Willie and the Poor Boys ist eine Band, die Bill Wyman, der Bassist der Rolling Stones, 1985 ins Leben rief. Der Name spielt auf das im Jahre 1969 erschienene Album Willy and the Poor Boys von Creedence Clearwater Revival an.
In einer Phase, als die Rolling Stones weniger gemeinsam arbeiteten, da Mick Jagger sich mehr an Soloprojekten versuchte, formte Bill Wyman die Band, zu der u. a. sein Kollege Charlie Watts von den Rolling Stones als Schlagzeuger und Andy Fairweather Low, der in den 1960er Jahren mit Amen Corner bekannt geworden war, gehörten.
Bei der Aufnahme des einzigen Albums wurden sie unterstützt von bekannten Kollegen wie Ray Cooper, Jimmy Page, Willie Garnett, Chris Rea, Steve Gregory, Paul Rodgers, Kenney Jones, Henry Spinetti und Terry Williams.
Die ebenfalls zur Band gehörenden Musiker Mickey Gee und Geraint Watkins waren als Studiomusiker tätig. So tauchen ihre Namen bei den Soloaufnahmen von Shakin’ Stevens auf. Mickey Gee hat auch an Aufnahmen von Ted Herold mitgewirkt. Des Weiteren war Mickey Gee zeitweilig Mitglied der Sunsets, jener Band, mit welcher Shakin’ Stevens seine ersten Erfolge hatte.
Die Einnahmen aus dem Verkauf der Platte wurden der wohltätigen Organisation A.R.M.S. (Action for Research into Multiple Sclerosis) zur Erforschung der Multiplen Sklerose zur Verfügung gestellt. Im September 1983 hatten etliche der Musiker bereits bei einem Wohltätigkeitskonzert in der Royal Albert Hall in London zugunsten derselben Organisation zusammengespielt. Mit einigen von ihnen hat Bill Wyman nach seinem Abschied von den Rolling Stones seine Band Bill Wyman’s Rhythm Kings zusammengestellt.
Zu der Platte wurde auch ein begleitendes Video unter demselben Namen veröffentlicht.
1994 erschien eine CD mit in einem schwedischen Hotel aufgenommenen Live-Aufnahmen unter dem Namen Tear It Up. Die Musiker neben Bill Wyman und Andy Fairweather-Low waren hier u. a. Mitglieder der späteren Rhythm Kings wie Gary Brooker (Procol Harum), Terry Taylor und Graham Broad.
Beide CDs zusammen wurden 2006 als The Willie And The Poor Boys Anthology erneut veröffentlicht.

## Diskografie
- Willie and the Poor Boys (1985; Ripple Records/Mercury/Polygram)
- Tear It Up – Live (1994; Ripple Records/Blind Pig Records)